# Triton (Terra Nova e Labrador)
Triton é uma pequena cidade localizada na província canadense de Terra Nova e Labrador. De acordo com o censo canadense de 2016 a cidade tinha uma população de 983 habitantes.